# Recilia xenthocephalus
Recilia xenthocephalus là loài bọ thuộc họ Cicadellidae đặc hữu Ấn Độ.